# بابکین، استرالیا غربی
بابکین (به انگلیسی: Babakin) یک شهرک در استرالیا است که در استرالیای غربی واقع شده‌است.